# Produktbeobachtung
Produktbeobachtung bzw. Produktbeobachtungspflicht ist die Pflicht eines Herstellers, zu beobachten, was am Markt mit seinem Produkt geschieht. 
Es sind beispielsweise Informationen darüber zu sammeln und auszuwerten, wie das Produkt tatsächlich verwendet wird und wie es sich im Verlauf seiner Lebenszyklen verhält. Insbesondere sind gefährliche Mängel am Produkt sowie missbräuchliche Verwendungen zu registrieren und diesen durch entsprechende Maßnahmen (z. B. Rückrufaktionen, Nachbesserung, Benutzerinformation) entgegenzuwirken. 
Ein berühmter Fall des BGH ist in diesem Zusammenhang der Hondafall. Produktbeobachtungspflichten erstrecken sich seit dieser Rechtsprechung auch auf von Dritten produziertes Zubehör.
Die Nichtbeachtung der Produktbeobachtungspflicht hat im Schadensfall haftungsrechtliche Konsequenzen für den Hersteller des Produktes.